# Athénaios
Athénaios (též Athenaeus, často i Athénaios Naukratios, starořecky Ἀθήναιος Nαυκράτιος – Athénaios Naukratios, latinsky Athenaeus Naucratita) (2. století–3. století) byl řecký spisovatel, gramatik a řečník pocházející z egyptského města Naukratis.
O jeho životě se ví velmi málo, prakticky veškeré informace na základě nichž lze určit, kdy žil, pocházejí z encyklopedie Suda, podle níž žil v době Marca Aurelia, jelikož je v jeho díle silně odsuzován Commodus je pravděpodobné, že přežil Commoda († 192), neboť za jeho života by si to nemohl dovolit.

## Dílo

Deipnosophistae, 1535

Z jeho díla se zachovali pouze Deipnosophistai, ačkoli je známo, že mimo tohoto díla napsal ještě minimálně dvě díla, pravděpodobně menšího rozsahu.
- Deipnosophistai (řecky Δειπνοσοφισταί, čeština používá i přepis Deipnosofistai, latinsky Deipnosophistae) – Hostina sofistů (nebo Hodující sofisté) – je rozsáhlé dílo o patnácti knihách z nichž některé se dochovaly pouze částečně, v němž během fiktivní hostiny debatuje řada významných osobností o různých etických a náboženských problémech. V některých částech je dílo kompilací citátů těchto osobností. Význam díla spočívá právě v těchto citátech, protože díky nim se dochovaly myšlenky filosofů, jejichž díla byla ztracena.